# Кубок світу з біатлону 2011—2012, мас-старт, чоловіки
Залік гонок із масовим стартом серед чоловіків у рамках Кубка світу з біатлону 2011-12 складається із 5 гонок, перша з яких відбулася 8 січня 2012 в Обергофі, а остання відбудеться на 9 етапі в Ханти-Мансійську. Свій титул володаря малого кришталевого глобусу відстоюватиме норвежець Еміль Хегле Свендсен.

## Формат
У гонці беруть участь 30 біатлоністів, стартуючи водночас. Переможцем стає той з них, який першим перетне фінішну лінію. Гонка проводиться на дистанції 15 км, спортсмени долають 5 кіл і чотири рази виконують стрільбу: двічі з положення лежачи й двічі з положення стоячи. Перша стрільба виконується на установці, що відповідає стартовому номеру спортсмена, далі - в порядку прибуття біатлоністів на стрільбу. На кожній стрільбі біатлоніст повинен влучити в 5 мішеней. За кожен невлучний вистріл він карається додатковим колом довжиною 150 м.
На змаганнях Кубку світу 2011-2012 до масстарту відбираються 25 біатлоністів із найвищою позицією в загальному заліку, плюс 5 біатлоністів, які набрали найбільшу кількість очок на конкретному етапі.

## Призери сезону 2010–11
| Медаль  | Біатлоністка         | Очки |
| ------- | -------------------- | ---- |
| Золото: | Еміль Хегле Свендсен | 244  |
| Срібло: | Мартен Фуркад        | 230  |
| Бронза: | Тар'єй Бо            | 211  |

## Переможці й призери етапів
| Гонка:                                                                   | Золото:                       | Час               | Срібло:                     | Час               | Бронза:                       | Час               |
| Обергоф Протокол [Архівовано 9 вересня 2012 у WebCite]                   | Андреас Бірнбахер Німеччина   | 38:34.6 (0+0+0+0) | Сімон Фуркад Франція        | 38:58.9 (0+1+0+0) | Еміль Хегле Свендсен Норвегія | 39:04.2 (0+1+2+0) |
| Антерсельва Протокол [Архівовано 18 липня 2012 у Archive.is]             | Андреас Бірнбахер Німеччина   | 38:45.7 (0+0+1+0) | Антон Шипулін Росія         | 38:45.8 (0+0+1+0) | Мартен Фуркад Франція         | 38:46.0 (0+0+0+1) |
| Хольменколлен Протокол [Архівовано 10 вересня 2012 у WebCite]            | Еміль Хегле Свендсен Норвегія | 40:44.1 (0+1+1+0) | Андреас Бірнбахер Німеччина | 40:50.4 (0+0+0+0) | Євгеній Гаранічев Росія       | 41:01.9 (0+0+1+1) |
| Чемпіонат світу Протокол [Архівовано 12 березня 2012 у Wayback Machine.] | Мартен Фуркад Франція         | 38:25.4 (0+1+1+0) | Б'єрн Феррі Швеція          | 38:28.4 (0+0+0+0) | Фредрик Ліндстрем Швеція      | 38:28.8 (0+1+1+0) |
| Ханти-Мансійськ Протокол [Архівовано 10 вересня 2012 у WebCite]          | Еміль Хегле Свендсен Норвегія | 43:15.7 (0+1+0+1) | Арнд Пайффер Німеччина      | 43:39.2 (1+1+1+1) | Антон Шипулін Росія           | 43:47.5 (0+0+2+0) |

## Нарахування очок
| Місце | 1  | 2  | 3  | 4  | 5  | 6  | 7  | 8  | 9  | 10 | 11 | 12 | 13 | 14 | 15 | 16 | 17 | 18 | 19 | 20 | 21 | 22 | 23 | 24 | 25 | 26 | 27 | 28 | 29 | 30 | 31 | 32 | 33 | 34 | 35 | 36 | 37 | 38 | 39 | 40 |
| ----- | -- | -- | -- | -- | -- | -- | -- | -- | -- | -- | -- | -- | -- | -- | -- | -- | -- | -- | -- | -- | -- | -- | -- | -- | -- | -- | -- | -- | -- | -- | -- | -- | -- | -- | -- | -- | -- | -- | -- | -- |
| Очки  | 60 | 54 | 48 | 43 | 40 | 38 | 36 | 34 | 32 | 31 | 30 | 29 | 28 | 27 | 26 | 25 | 24 | 23 | 22 | 21 | 20 | 19 | 18 | 17 | 16 | 15 | 14 | 13 | 12 | 11 | 10 | 9  | 8  | 7  | 6  | 5  | 4  | 3  | 2  | 1  |

## Таблиця
| #  | Біатлоніст                 | ОБЕ | АНТ | ХОЛ | ЧС  | ХМК | Загалом |
| -- | -------------------------- | --- | --- | --- | --- | --- | ------- |
|    | Андреас Бірнбахер (GER)    | 60  | 60  | 54  | 43  | 43  | 260     |
| 2  | Еміль Хегле Свендсен (NOR) | 48  | 27  | 60  | 23  | 60  | 218     |
| 3  | Мартен Фуркад (FRA)        | 28  | 48  | 40  | 60  | 26  | 202     |
| 4  | Фредрик Ліндстрем (SWE)    | 40  | 43  | 14  | 48  | 30  | 175     |
| 5  | Антон Шипулін (RUS)        | 32  | 54  | 26  | 12  | 48  | 172     |
| 6  | Сімон Фуркад (FRA)         | 54  | 29  | 22  | 40  | 14  | 159     |
| 7  | Дмитро Малишко (RUS)       | 23  | 38  | 43  | —   | 38  | 141     |
| 8  | Арнд Пайффер (GER)         | 36  | 14  | —   | 36  | 54  | 140     |
| 9  | Карл Юхан Бергман (SWE)    | 31  | 24  | 18  | 38  | 29  | 140     |
| 10 | Євгеній Гаранічев (RUS)    | —   | 25  | 48  | 32  | 31  | 136     |
| 11 | Міхал Шлезінгр (CZE)       | 19  | 40  | 20  | 29  | 28  | 136     |
| 12 | Б'єрн Феррі (SWE)          | 27  | 23  | —   | 54  | 23  | 127     |
| 13 | Євген Устюгов (RUS)        | 17  | 22  | 38  | 31  | 16  | 124     |
| 14 | Ярослав Соукуп (CZE)       | 22  | 36  | 17  | 30  | 12  | 117     |
| 15 | Алексі Беф (FRA)           | 38  | 34  | 15  | 26  | DNF | 113     |
| 16 | Яков Фак (SLO)             | 43  | 32  | 36  | —   | —   | 111     |
| 17 | Уле-Ейнар Б'єрндален (NOR) | —   | 31  | 24  | 34  | 21  | 110     |
| 18 | Флоріан Граф (GER)         | 18  | 26  | 23  | —   | 40  | 107     |
| 19 | Даніель Мезотіч (AUT)      | 34  | 16  | 12  | 27  | 18  | 107     |
| 20 | Тар'єй Бо (NOR)            | —   | 19  | 32  | 24  | 32  | 107     |
| 21 | Ловелл Бейлі (USA)         | 25  | 20  | 27  | 16  | 17  | 105     |
| 22 | Тім Берк (USA)             | —   | 21  | 34  | 18  | 19  | 92      |
| 23 | Лукас Гофер (ITA)          | 13  | 11  | —   | 25  | 36  | 85      |
| 24 | Андрій Маковеєв (RUS)      | 29  | 18  | —   | 13  | 22  | 82      |
| 25 | Беньямін Веґер (SUI)       | 16  | 30  | 30  | DNF | —   | 76      |
| 26 | Тимофій Лапшин (RUS)       | 26  | —   | —   | —   | 34  | 60      |
| 27 | Сімон Шемпп (GER)          | 20  | —   | 25  | 15  | —   | 60      |
| 28 | Ондрей Моравець (CZE)      | —   | —   | —   | 28  | 27  | 55      |
| 29 | Сімон Галленбартер (SUI)   | —   | 13  | 16  | —   | 25  | 54      |
| 30 | Клемен Бауер (SLO)         | 21  | —   | —   | 20  | 13  | 54      |
| 31 | Жан-Гійом Беатрікс (FRA)   | —   | 15  | 19  | —   | 15  | 49      |
| 32 | Олексій Волков (RUS)       | —   | 17  | 28  | —   | —   | 45      |
| 33 | Андрій Дериземля (UKR)     | —   | —   | —   | 22  | 20  | 42      |
| 34 | Маркус Віндіш (ITA)        | —   | —   | 11  | 21  | —   | 32      |
| 35 | Брендан Ґрін (CAN)         | —   | —   | 31  | —   | —   | 31      |
| 36 | Міхаель Реш (GER)          | 30  | —   | —   | —   | —   | 30      |
| 37 | Жан-Філіпп Леґеллек (CAN)  | —   | —   | 29  | —   | —   | 29      |
| 38 | Михаїл Клетчеров (BUL)     | —   | 28  | —   | —   | —   | 28      |
| 39 | Сергій Семенов (UKR)       | —   | —   | —   | —   | 24  | 24      |
| 39 | Ларс Бергер (NOR)          | 24  | —   | —   | —   | —   | 24      |
| 41 | Красімір Анев (BUL)        | 12  | 12  | —   | —   | —   | 24      |
| 42 | Крістіан Де Лоренці (ITA)  | —   | —   | 21  | —   | —   | 21      |
| 43 | Міхаель Грайс (GER)        | —   | —   | —   | 19  | —   | 19      |
| 44 | Домінік Ландертінгер (AUT) | —   | —   | —   | 17  | —   | 17      |
| 45 | Крістоф Зуманн (AUT)       | 15  | —   | —   | —   | —   | 15      |
| 46 | Артем Прима (UKR)          | 14  | —   | —   | —   | —   | 14      |
| 47 | Сергій Новіков (BLR)       | —   | —   | —   | 14  | —   | 14      |
| 48 | Руне Братсвеен (NOR)       | —   | —   | 13  | —   | —   | 14      |
| 49 | Сімон Едер (AUT)           | 11  | —   | —   | —   | —   | 11      |